# Basílica de Nuestra Señora del Cabo (Trois-Rivières)
La Basílica de Nuestra Señora del Cabo (en francés: Basilique Notre-Dame-du-Cap) Es el nombre que recibe una iglesia católica con el estatus de una basílica menor en Trois-Rivières, en Quebec, al este de Canadá. Es un importante santuario católico que recibe miles de peregrinos cada año.
La estructura fue construida originalmente como una iglesia en 1720. La primera peregrinación al santuario fue hecha el 7 de mayo de 1883. En 1964, la actual basílica fue inaugurada, y el santuario se convirtió oficialmente en una basílica menor. Es operado por los Oblatos Misioneros de María Inmaculada (Oblats de Marie-Immaculée).
La basílica actual fue construida en 1955 y consagrada en 1964, con obras de construcción que se extendieron por nueve años. Mide 258 pies desde el suelo hasta la cruz que adorna el techo, y 125 pies de altura desde el suelo hasta la parte superior de la cúpula interior. Una estatua de 24 pies de María adorna su fachada. Se requirieron nueve años para terminar todas las ventanas (hecha a mano) que están instaladas en la basílica.

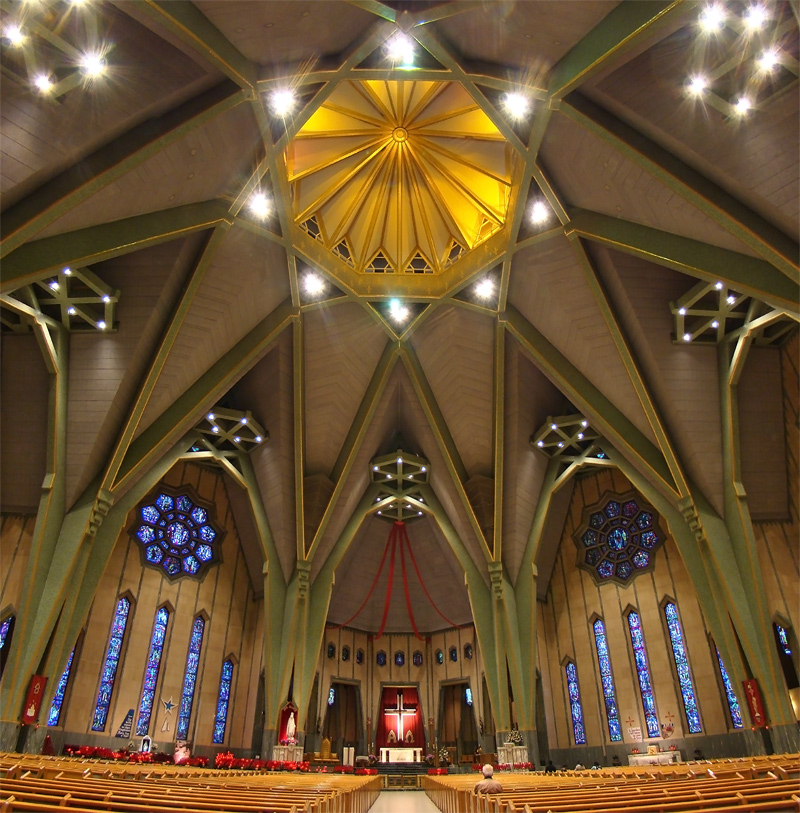
Vista interna